# Krzysztof Sujka
Krzysztof Sujka (Pabianice, Łódź, 9 d'octubre de 1955) va ser un ciclista polonès. Sempre competí com amateur. Va guanyar una medalla d'argent al Campionat del món de en ruta de 1978. Va participar en dos edicions dels Jocs Olímpics.

## Palmarès
- 1975
  - Vencedor d'una etapa a la Dookoła Mazowsza
  - Vencedor d'una etapa a la Volta a Renània-Palatinat
- 1977
  - 1r a la Volta a Renània-Palatinat
  - Vencedor de 2 etapes a la Volta a Polònia
- 1978
  - 1r a la Ruban Granitier Breton
  - Vencedor d'una etapa a la Cursa de la Pau
  - Vencedor d'una etapa a la Volta a Polònia
  - Vencedor de 4 etapes a la Volta a Renània-Palatinat
- 1979
  - 1r a la Małopolski Wyścig Górski
  - Vencedor d'una etapa al Tour de Valclusa
  - Vencedor de 2 etapes a la Cursa de la Pau
- 1980
  - Vencedor de 2 etapes a la Cursa de la Pau
  - Vencedor d'una etapa a la Volta a la Baixa Saxònia
  - Vencedor d'una etapa al Tour de l'Avenir
- 1981
  - Vencedor d'una etapa a la Volta a Polònia
  - Vencedor d'una etapa al Tour de Loir i Cher